# هابرمان
هابرمان (چکی: Habermannův mlýn) یک فیلم درام به کارگردانی یورای هرتز است که در سال ۲۰۱۰ منتشر شد.

## بازیگران
- مارک واشکه
- هانا هرتسشپرونگ
- ویلسون گونزالس اوکسنکنکت
- کارل رودن
- فرانزیسکا وایس
- بن بکر
- زوزانا کرونرووا
- ورونیکا آریختوا